# Liste der Monuments historiques in Cirey-sur-Blaise
Die Liste der Monuments historiques in Cirey-sur-Blaise führt die Monuments historiques in der französischen Gemeinde Cirey-sur-Blaise auf.

## Liste der Immobilien
| Bezeichnung            | Beschreibung | Standort                      | Kennzeichnung | Schutzstatus          | Datum          | Bild           |
| ---------------------- | --- | ----------------------------- | ------------- | --------------------- | -------------- | -------------- |
| Brücke über die Blaise | dreibogige Steinbrücke, 1844 | Rue Emilie du Chatelet (Lage) | PA52000004    | Inscrit               | 1993           |                |
| Château de Cirey       | Schloss, 1642 am Orte einer 1633 geschleiften Burg erbaut, um 1735 ein Flügel durch Voltaire ergänzt, im 19. Jahrhundert erweitert; mit Innenausstattung, Kapelle, Wirtschaftsgebäuden, Parkanlage, Hüttenwerk und Hochofen | südlich des Ortes (Lage)      | PA00079030    | Classé Inscrit Classé | 1981 2001 2002 | weitere Bilder |

## Liste der Objekte
| Bezeichnung                                      | Beschreibung                                                                            | Standort                                | Kennzeichnung | Schutzstatus | Datum | Bild |
| ------------------------------------------------ | --------------------------------------------------------------------------------------- | --------------------------------------- | ------------- | ------------ | ----- | ---- |
| Innenausstattung von vier Räumen                 | aus dem 18. Jahrhundert                                                                 | im Château de Cirey (Lage)              | PM52001403    | Classé       | 1981  |      |
| Gemälde Die heilige Adelheid flieht vor Berengar | Ölfarbe auf Leinwand, 1841 von François-Alexandre Pernot                                | in der Kirche St-Pierre-ès-Liens (Lage) | PM52001440    | Classé       | 2000  |      |
| Zwei Konsoltische                                | Holz, farbig gefasst und vergoldet, 18. Jahrhundert                                     | in der Kirche St-Pierre-ès-Liens (Lage) | PM52000358    | Classé       | 1982  |      |
| Prozessionskreuz                                 | Silber, zwischen 1798 und 1809                                                          | in der Kirche St-Pierre-ès-Liens (Lage) | PM52000359    | Classé       | 1982  |      |
| Hauptaltar                                       | Altartisch, Tabernakel und Retabel; Holz, farbig gefasst und vergoldet, 18. Jahrhundert | in der Kirche St-Pierre-ès-Liens (Lage) | PM52000360    | Classé       | 1982  |      |